# The Black Label
The Black Label Inc. (кор. 더 블랙 레이블; стилізовано великими літерами або як THEBLΛƆKLΛBEL) — південнокорейський лейбл звукозапису і асоційована компанія YG Entertainment. Була заснована у 2015 році продюсером YG Тедді та Kush.

## Історія
22 вересня 2015 року YG Entertainment оголосили про створення незалежного саблейбла, який очолить продюсери YG Тедді та Kush. 17 березня 2016 року Zion.T підписав контракт із лейблом. 3 травня 2017 року Okasian підписав ексклюзивний контракт з лейблом. Danny Chung (раніше відомий як Decipher) також підписав контракт з лейблом. Лейбл також є домом для Чон Со Мі, яка підписала контракт з лейблом у вересні 2018 року та дебютувала 13 червня 2019 року. 16 листопада 2020 року, згідно з квартальним звітом про акції YG Entertainment, лейбл отримав статус асоційованої компанії. 26 грудня 2022 року компанія оголосила, що Теян приєднався до лейблу, але залишився членом групи Big Bang. У січні 2023 року актор Пак Бо Гом підписав контракт з лейблом. У квітні 2023 року The Black Label створив спільне підприємство з найбільшим конгломератом Таїланду Charoen Pokphand Group під назвою The Black Sea, щоб розширити свій лейбл у регіоні Південно-Східної Азії.

## Артисти

### Групи
- Meovv

### Солісти
- Чон Со Мі
- Теян
- Løren
- Розе
- R.Tee

### Продюсери
- Тедді
- R.Tee
- VVN
- Løren
- Чон Со Мі
- Теян
- Розе

## Актори/Моделі
- Пак Бо Гом
- Лі Чон Вон
- Елла Гросс

## Колишні артисти
- Лі Джу Мьон
- Хео Дже Хек

## Колишні продюсери
- Okasian
- ALV
- Peejay

## Партнерські відносини
- The Black Sea (спільне підприємство з Charoen Pokphand Group)[8]

### Дистрибуція музики
Музика Black Label розповсюджується наступним чином:
- YG Plus (з 2020)[9]
- Interscope Records (для Bryan Chase, Чон Со Мі і Теяна)[10][11][12]
- 88rising (для Løren)[13]